# Firestone Indy 400 2007
Firestone Indy 400 2007 var den trettonde deltävlingen i IndyCar Series 2007. Racet kördes den 5 augusti på Michigan International Speedway. I skuggan av en ordentlig masskrasch tog Tony Kanaan sin tredje seger för säsongen. Såväl Scott Dixon som Dan Wheldon fick sina tävlingar förstörda i smällen, som även fick mästerskapsledaren Dario Franchittis bil att flippa. Ingen förare skadade sig dock. Kanaan vann med 0,055 sekunder före stallkamraten Marco Andretti.

## Slutresultat
| Plats | Förare            | Team                     | Grid | Kvaltid |
| ----- | ----------------- | ------------------------ | ---- | ------- |
| 1     | Tony Kanaan       | Andretti Green Racing    | 8    | 33,150  |
| 2     | Marco Andretti    | Andretti Green Racing    | 13   | 33,362  |
| 3     | Scott Sharp       | Rahal Letterman Racing   | 4    | 33,083  |
| 4     | Kosuke Matsuura   | Panther Racing           | 14   | 33,430  |
| 5     | Buddy Rice        | Dreyer & Reinbold Racing | 17   | 33,510  |
| 6     | Ryan Hunter-Reay  | Rahal Letterman Racing   | 12   | 33,352  |
| 7     | Danica Patrick    | Andretti Green Racing    | 9    | 33,184  |
| 8     | A.J. Foyt IV      | A.J. Foyt Enterprises    | 15   | 33,436  |
| 9     | Sam Hornish Jr.   | Team Penske              | 2    | 33,023  |
| 10    | Scott Dixon       | Chip Ganassi Racing      | 7    | 33,123  |
| 11    | Tomas Scheckter   | Vision Racing            | 6    | 33,113  |
| 12    | Dan Wheldon       | Chip Ganassi Racing      | 5    | 33,111  |
| 13    | Dario Franchitti  | Andretti Green Racing    | 1    | 32,981  |
| 14    | Ed Carpenter      | Vision Racing            | 10   | 33,287  |
| 15    | Darren Manning    | A.J. Foyt Enterprises    | 18   | 33,617  |
| 16    | Sarah Fisher      | Dreyer & Reinbold Racing | 16   | 33,442  |
| 17    | Hélio Castroneves | Team Penske              | 3    | 33,043  |
| 18    | Vitor Meira       | Panther Racing           | 11   | 33,339  |
| 19    | Milka Duno        | SAMAX Motorsport         | 19   | 33,818  |
| 20    | Jon Herb          | Racing Professionals     | 20   | -       |